# Al-Mansur bi-L·lah al-Qàssim ibn Alí al-Iyaní
Al-Mansur bi-L·lah al-Qàssim ibn Alí al-Iyaní (940/951-1003) fou imam zaidita del Iemen (vers 993 -1003). Era descendent de l'avi del fundador, al-Hadi ilà-l-Haqq Yahya, anomenat al-Kasim ibn Ibrahim al-Rassi però no del propi al-Hadi.
Vivia a Tardj, al sud de Bisha, a la terra dels khataams o khathams, on va aconseguir una reputació de savi religiós, i durant vint anys va rebre delegacions de zaidites iemenites que el convidaven a revoltar-se. Finalment el 993 es va rebel·lar a l'Hedjaz i es va proclamar imam, però el moviment fou reprimit per l'emir de la Meca, Isa ibn Djafar al Hasani, que el va fer presoner i el va portar al Caire (febrer/març de 994); allí fou ben tractat pel califa fatimita Abu-Mansur Nizar ibn al-Muïzz al-Aziz bi-L·lah que al cap d'uns mesos li va permetre tornar a l'Hedjaz en companyai de l'emir.
Vers el 997/998 es va presentar al Iemen i es va apoderar de Sada i va posar sota el seu domini a Nadjran i els territoris dels khawlans, bakils i de la tribu Wadaa. Però quan va marxar a Tardj el seu govern es va enfonsar ràpidament i a Nadjran es van rebel·lar els Banu l-Harith mentre el seu domini a Sada va trontollar, i el 999 va haver de retornar al Iemen per establir-hi la seva residència de manera permanent. En els següents dos anys va estendre el seu domini per tota la muntanya iemenita i vers el 1001 el seu territori anava del Bilad Khataam fins a Sanà i a Dhamar incloent el país de Khawlan al-Aliya, Ans, Alhan, Himyar, Shibam, Akyan, Kuhlan, Laa, Djabal Maswar i Djabal Tays. Tot i ser un gran domini no tenia sortida a la mar i ni per mitjans diplomàtics ni per mitjans militars va aconseguir la conquesta del port d'Aththar a la mar Roja governat per dos emirs esclaus, suposadament ziyadites.
A Sada va restaurar lo fortalesa de l'imam Ahdmad al-Nasir (fill del fundador al-Hadi) situada als afores de la ciutat, però a la ciutat i a la regió de Sada la població era lleial als descendents d'al-Hadi i en moments de crisi perdia la lleialtat de la gent i per això va preferir com residència habitual la vila d'Iyan, a dos dies de camí al sud de Sada, al país dels Banu Salman, que eren dels seus partidaris més fidels, i es va fer construir una fortalesa a la riba del Wadi Madhab (entre Iyan i Sada). Va fer dues expedicions militars contra els Banu l-Harith de Nadjran que van fracassar, provocant la rebel·lió d'Ibrahim al-Malih ibn Muhammad ibn al-Mukhtar ibn Ahmad al-Nasir i de Yusuf ibn Yahya ibn Ahmad al-Nasir que ja abans del 997 s'havia proclamat imam amb el nom d'al-Dai ila l-Hakk però vers el 998 s'havia vist forçat a renunciar per l'èxit d'al-Mansur. La lluita civil no va durar gaire; el governador de Dhamar, al-Kasim ibn Husayn al-Zaydi es va passar als rebels i va fer presoner al fill d'al-Mansur, Djafar, que era governador de Sanà (octubre de 1001); Djafar fou alliberat finalment per al-Kasim i llavors al-Mansur va acceptar un acord de pau (gener del 1002). El governador rebel va oferir deixar a al-Mansur el govern sobre les tribus Wakil i Wadaa, però l'imam va refusar perquè aquestes tribus li estaven sotmeses però no li donaven un suport actiu, i es va retirar a la vida privada establint-se a Madhab i a Iyan. Al-Kasim va reconèixer llavors com imam a al-Dai ila l-Hakk que aviat va aconseguir el reconeixement general a tots els territoris on s'havia reconegut a al-Mansur.
El 1003 es va posar malalt i va morir l'11 de juliol de 1003 a Iyan. Un temps després de mort, els zaidites que li havien disputat el seu dret a l'imamat el van rehabilitar mentre retiraven el reconeixement al seu rival al-Dai ila l-Hakk.
Va deixar alguns manuscrits sobre temes jurídics, i algunes cartes i poemes.